# Society of American Artists
De Society of American Artists was een Amerikaanse groep kunstenaars die in 1877 werd opgericht door leden van The National Academy of Design. De oprichters vonden dat de National Academy niet voldoende aan hun behoeften voldeed en te conservatief was.
De groep kwam in 1874 voor het eerst bijeen in het huis van Richard Watson Gilder en diens echtgenote Helena de Kay Gilder. In 1877 vormden zij de Society, waarna jaarlijkse tentoonstellingen werden gehouden.
Enkele van de eerste leden waren de beeldhouwer Augustus Saint-Gaudens, de schilders Robert Swain Gifford, Charles Courtney Curran, Albert Pinkham Ryder, John LaFarge, Julian Alden Weir, John Henry Twachtman, en Alexander Helwig Wyant en ontwerper en kunstenaar Louis Comfort Tiffany. Uiteindelijk werden de meeste destijds bekende kunstenaars lid van de groep. Velen bleven echter daarnaast lid van de National Academy.
De cyclus van conservatief tot progressief werd herhaald in 1897, toen een groep van tien schilders uit de Society trad. In 1906 werd de Society of American Artists samengevoegd met de National Academy.